# Kanal Bona
Kanal Bona (vitryska: Канал Бона) är en kanal i Belarus.   Den ligger i voblasten Brests voblast, i den västra delen av landet, 300 km sydväst om huvudstaden Minsk.
Omgivningarna runt Kanal Bona är en mosaik av jordbruksmark och naturlig växtlighet. Runt Kanal Bona är det ganska glesbefolkat, med 39 invånare per kvadratkilometer.